# Jorge Cao
Jorge Cao (né le 2 janvier 1944 à Caibarién, Cuba), est un acteur de nationalité colombienne.

## Biographie
Jorge Cao étudie l'art dramatique à La Havane en 1964. Il obtient un diplôme à l'Institut Supérieur d'Art de Luacharsky de Moscou et exerce comme professeur titulaire adjoint, nommé à la Faculté de Cinéma et de Télévision, Institut Supérieur des Arts de Cuba. 
Il fait des incursions au théâtre dans des pièces comme Melodía Marsoviana de Leonid Zorine, Cyrano de Bergerac de Rostand, Le Bourgeois gentilhomme de Molière, El Chino de Carlos Felipe, Splendeur et mort de Joaquin Murieta de Pablo Neruda, El Día que me Quieras de José Ignacio Carbujas, entre autres.
Il participe au cinéma dans des films comme Plaff de Juan Carlos Tabío, Adorables Mentiras de Gerardo Chijona, Sueño Tango de Guillermo Centeno, Amores de Lidia Mosquera, Puertas Cerradas de Emilio Alcalde.
Il reçoit des prix comme acteur de cinéma et de télévision : Vanguardia Nacional de la Cultura Cubana (1985 - 1987), Prix du Meilleur Acteur au Festival Latino de New York pour Plaff (1987), Prix India Catalina du Meilleur Acteur étranger, Cartagena de Indias (Colombie) (1996), Nommé au prix INTE, comme Meilleur Acteur pour La Venganza, Prix de l'antagoniste favori pour El último matrimonio feliz (2009).
En février 2011, il souffre d'un infarctus dont il récupère de façon satisfaisante.

## Filmographie

### Telenovelas
- 1995 : Pecado santo ( TeVecine) : Monseñor Greco (Protagoniste)
- 1997 : La mujer del presidente (Caracol Televisión) : Francisco de Paula Acero (Antagoniste Principal)
- 1998 : Corazón prohibido (R.T.I. et Cenpro TV) : Manuel Torrado (Antagoniste)
- 2000 : Amantes de luna llena : León Rigores (Antagoniste)
- 2002-2003 : La venganza (Caracol Televisión - Telemundo) : Fernando Valerugo (Antagoniste)
- 2003-2004 : Pasión de gavilanes : Martin Acevedo
- 2004-2005 : Te voy a enseñar a querer : Milciades Contreras (Antagoniste)
- 2006 : Amores de Mercado (Telemundo) : Nestor Savater
- 2007 : Zorro, l'Épée et la Rose (El Zorro, la espada y la rosa) (Caracol Televisión - Telemundo) : Padre Tomas Villarte
- 2008-2009 : El último matrimonio feliz (RCN Televisión) : Manuel Gómez (Antagoniste)
- 2010 : Tiempo final (Fox)
- 2010-2011 : A corazón abierto (RCN Televisión) : Dr. Ricardo Cepeda (Co-Protagoniste)
- 2012 : El laberinto (Caracol Televisión) : Francisco de Paula Acero (Antagoniste)
- 2012 : Doubles Jeux (¿Quién eres tú?) (Univisión - Televisa) : Don Antonio Esquivel
- 2014-20005 : Secretos del paraíso (RCN Televisión) : Guillermo Soler
- 2016 : Sinú, río de pasiones (Caracol Televisión) : Carlos Puello

### Films
- Plácido
- Tropicana
- Adorables mentiras
- Me alquilo para soñar
- La última rumba
- Derecho de asilo
- Sueño tango
- Enigma
- Amores
- Puerta cerrada
- El cristo de plata
- El último carnaval